# Quim
Quim (wym. [kĩ]; właśc. Joaquim Manuel Sampaio da Silva; ur. 13 listopada 1975 w Vila Nova de Famalicão) – portugalski piłkarz występujący na pozycji bramkarza.

## Kariera klubowa
Quim zawodową karierę rozpoczynał w 1994 w SC Braga. Przez pierwsze trzy sezony podstawowym bramkarzem tego zespołu był Rui Correia, a Quim pełnił rolę rezerwowego. Po odejściu Correii do FC Porto, w sezonie 1997/1998 o miejsce w wyjściowej jedenastce Bragi Quim rywalizował z Andrzejem Woźniakiem. Wtedy też drużyna „Os Arsenalistas” dotarła do finału Pucharu Portugalii. Od kolejnych rozgrywek portugalski zawodnik miał już zapewnione miejsce w pierwszym składzie. Przez dziesięć sezonów spędzonych w Bradze Quim zaliczył łącznie 208 ligowych występów.
Latem 2004 Portugalczyk postanowił zmienić klub i odszedł do Benfiki. W lizbońskim zespole podstawowym golkiperem był wówczas José Moreira, który w Benfice grał od 1999. W debiutanckim sezonie sięgnął po pierwsze w swojej karierze mistrzostwo kraju, zdobył także Superpuchar Portugalii. Od sezonu 2006/2007 Quim stał się pierwszym bramkarzem w ekipie „Orłów”. Rozgrywki 2008/2009 również rozpoczął jako podstawowy zawodnik Benfiki, jednak z czasem stracił miejsce w składzie na rzecz José Moreiry. Pod koniec sezonu Quim ponownie stał się pierwszym bramkarzem swojego zespołu.
W czerwcu 2010 na zasadzie wolnego transferu Quim podpisał kontrakt z drużyną SC Braga. W 2013 przeszedł do CD Aves. W 2018 roku zakończył tam karierę.

## Kariera reprezentacyjna
Quim ma za sobą występy w młodzieżowych reprezentacjach Portugalii. Razem z drużyną do lat 18 w 1994 zdobył mistrzostwo Europy juniorów. W seniorskiej kadrze zadebiutował 18 sierpnia 1999 w wygranym 4:0 spotkaniu z Andorą. W 2000 Humberto Coelho powołał go do drużyny na mistrzostwa Europy, na których Portugalczycy dotarli do półfinału. Pierwszym bramkarzem reprezentacji był wówczas Vítor Baía, jednak w ostatnim spotkaniu rundy grupowej przeciwko Niemcom szansę występu dostali obaj rezerwowi – zarówno Quim, jak i Pedro Espinha.
W 2002 wychowanek Bragi był bliski gry na mistrzostwach świata jako pierwszy bramkarz zespołu narodowego, jednak wykryto u niego ślady narkotyków, co wykluczyło go z wyjazdu do Azji. W późniejszym czasie Quim znalazł się w kadrze reprezentacji swojego kraju na Euro 2004 oraz Mistrzostwa Świata 2006, jednak na obu tych imprezach był rezerwowym dla Ricardo. W 2008 Quim został powołany do 23-osobowej kadry na kolejne mistrzostwa Europy, jednak przez kontuzję nadgarstka musiał zostać zastąpiony przez Nuno.

## Odznaczenia
- Oficer Orderu Infanta Henryka – 2004[1]